# Lesley Rochatová
Lesley Rochatová (nepřechýleně Lesley Rochat; * ?, Pretorie) je jihoafrická ochránkyně mořských živočichů a žraloků, aktivistka, filmařka divoké přírody, podvodní fotografka, environmentální spisovatelka, autorka, mluvčí  a aktivistka. V roce 2003 založila neziskovou organizaci AfriOceans Conservation Alliance, ve které je generální ředitelkou.
Rochatová je vůdčí osobností v úsilí o zachování oceánů, a zejména v ochraně žraloků. Díky jejímu vášnivému úsilí v ochraně žraloků a rozsahu, do kterého jde, aby zvýšila povědomí a změnila negativní vnímání žraloků, jako je například volné potápění se žraloky, je známá jako Shark Warrior. V roce 2014 získala Rochatová cenu Johnnie Walker / Sunday Times Nations Greatest Challenger Award za svou práci v oblasti ochrany přírody v Jihoafrické republice. V roce 2010 byla uvedena do síně slávy Women Divers. V roce 2013 byla přijata do společnosti Global Oceans Society. V roce 2015 byla podruhé nominována na cenu Nejvlivnějších žen v podnikání Afriky. Objevila se v mnoha televizních pořadech propagujících ochranu oceánů, včetně stanice CBS News.

## Životopis

### Mládí
Rochatová se narodila v Pretorii v Jihoafrické republice Bryanu Allonovi Rochatovi a Leilani Rochatové. Je prostředním dítětem z devíti dětí, osmi dívek a jednoho chlapce. Láska k oceánu jí byla vštěpována od raného věku, když vyrůstala na Garden Route v Jihoafrické republice.

### Vzdělání
Vystudovala na Krugersdorp High School. Je držitelkou titulu Perf. Dip. z Univerzity v Kapském Městě v Jihoafrické republice.

### Ranná kariéra
Rochatová začal s modelingem během studií na univerzitě v Kapském Městě. Modelovala plavky a spodní prádlo pro značky jako Le Coq Sportif a Arena, Garlicks a Woolworths. Po absolvování Dramatické školy Univerzita v Kapském Městě byla Rochatová přijata do Rady pro múzická umění (PACT) v Transvaalu (nyní provincie Gauteng). Byla obsazena do hlavních rolí a hrála po boku předních jihoafrických herců a hereček, jako je Sandra Prinsloo. Byla profesionální herečkou, pokračovala jako spolurežisérka, vystupovala a zpívala v kabaretních představeních, vystupovala ve Státním divadle v Jihoafrické republice v Pretorii, působila v jihoafrických produkcích SABC TV a jako moderátorka SABC TV pro program týdenního časopisu.. Diverzifikovala se do korporátního světa a stala se úspěšnou pojišťovací agentkou s Liberty Life South Africa. V roce 2003 založila AfriOceans Conservation Alliance.

## Současné dílo

### Aliance AfriOceans Conservation
Rochatová je výkonnou ředitelkou AfriOceans Conservation Alliance, registrované neziskové organizace zaměřené na ochranu moří a žraloků se sídlem v Kapském Městě v Jihoafrické republice. AfriOceans se stala přední organizací na ochranu oceánů v Jihoafrické republice prostřednictvím programu Maxine, Science, Education and Awareness Program, projektu na ochranu žraloků navrženého Rochatovou, který zahrnoval satelitní označování a vypouštění žraloků písečných ze zajetí. z Akvária dvou oceánů v Jihoafrické republice. Rochatová je také hlavní fotografkou a kameramankou organizace. V roce 2010 byl pod jejím vedením založen program AfriOceans Warriors Environmental Program, ekologický vzdělávací program financovaný Národní loterií Jihoafrické republiky.
SWIM LIKE A SHARK (Plavat jako žralok) je další ze vzdělávacích programů společnosti Rochatové, zahájený v roce 2015, který učí znevýhodněné děti dovednostem ve vodě a zároveň vychovává další generaci strážců oceánů.

### Dokumentární film
Rochatová je generální ředitelkou společnosti Blue Pulse Pictures, její dokumentární filmové společnosti, která produkuje osvětové dokumenty zaměřené na oceány. Od roku 2004 je producentkou pořadu SABC3 TV Human/Nature 50|50 a produkovala k nim řadu příloh, včetně dokumentu Sharks in Deep Trouble, dokumentu o odstraňování žraločích ploutví v jihoafrických vodách.

### Fotografka, environmentální spisovatelka a autorka
Rochatová je ekologická fotožurnalistka a podvodní fotografka. Její články a fotografie byly publikovány v mnoha novinách (v roce 2010 Rochatová pro Associated Press informovala o konferenci CITES v Katarském Dauhá) a časopisech včetně Africa Geographic, Ocean Geographic, Diver Magazine a Asian Diver. Prostřednictvím své společnosti Shark Warrior Adventures provozuje fotografické expedice a safari divoké zvěře. Je autorkou naučných knih pro děti, jmenovitě Žraloci, Příručka pro učitele, Abeceda moře, Mořské aktivity a Želva Feebee.

### Kampaň
Prostřednictvím AfriOceans Rochatová produkuje kampaně zaměřené na zvýšení povědomí o kritických otázkách oceánů. Se Saatchi &amp; Saatchi z Kapského Města, Rochatová vytvořila kampaň Rethink the Shark, která v roce 2008 vyhrála ocenění Wildscreen Panda Award. Následovala její kampaň Rethink the Predator a kampaň Oceans Reach Out. V roce 2012 Rochatová zahájila kampaň Shark Warrior prostřednictvím AfriOceans, která identifikuje vysoce profilované jedince, kteří propůjčili svou slávu a jméno kauze ochrany žraloků. Patří mezi ně nejsympatičtější muž Jihoafrické republiky roku 2014 a celebrita Johnathan Boyton-Lee, šampion ve volném potápění, Trevor Hutton, který se potopil do sedmdesáti metrů v kampani AfriOceans Deep Freedive for Sharks a surfař na velkých vlnách Frank Solomon.

### Ochránkyně přírody
Vzhledem k tomu, kam až Rochatová zachází, aby zvýšila povědomí, je považována za extrémní ochránkyni přírody. Pro dvě své osvětové kampaně Catches Anything, Kills Everything and Get Hooked on Conservation, Ban Drumlines se Rochatová svlékla a pózovala pod vodou se žraloky, kteří ji obklopovali. Rochatová je hlasem pro ty, kteří nemohou mluvit, a často je v mezinárodních a národních televizních pořadech vyzývajících k politice a praktikám, které poškozují mořský život.

### Mluvčí
Jako veřejná mluvčí Rochatová vystupuje na akcích ve firmách, organizacích, univerzitách a školách. Zvyšování povědomí o oceánech a globálních změnách životního prostředí jsou klíčová sdělení jejích multimediálních prezentací.